# Бильбао, Франсиско
Франсиско Бильба́о Баркин (исп. Francisco Bilbao Barquín; 19 января 1823, Сантьяго-де-Чили — 9 февраля 1865, там же) — чилийский мыслитель, писатель и философ. Либеральный политик и утопический социалист, антиклерикал и пропагандист христианского социализма Ламенне.

## Ранние годы
Франсиско Бильбао Баркин родился в Сантьяго 9 января 1823 года в богатой буржуазной семье. Его отец, противник Диего Порталеса, был выслан в Лиму в 1829 году. В Перу Бильбао-младший изучал науки, включая астрономию, а также занимался музыкой, плаванием и гимнастикой. Он вернулся в Сантьяго в 1839 году и учился в Национальном институте, где проходил курсы по публичному праву, конституционному праву, латыни и философии, хотя и не получил степени. Среди его учителей были Андрес Белло и Хосе Викторино Ластаррия.

## Политическая деятельность
Бильбао подвергался гонениям церковников, поскольку выступал против союза церкви и государства. В 1844 году он опубликовал свою резонансную статью «Чилийские нравы» («La sociabilidad chilena»), которая была осуждена чилийскими властями как «кощунственная и аморальная, хотя и не подрывная»; её экземпляры подлежали сожжению.
После этого в 1845 году он эмигрировал в Париж, где сотрудничал с республиканцами и социалистами во время Революция 1848 года в Париже, участвовал в Июньском восстании.
В 1849 году вернулся на родину, где вместе с Сантьяго Аркосом — ещё одним чилийцем, находящимся под влиянием революционных идей 1848 года — основал «Общество равенства» (Sociedad de Igualidad). Эта революционная организация, охватывавшая до 4 тысяч человек, ставила своей целью свержение власти землевладельческой олигархии и установление буржуазно-демократического строя; таким образом, она проложила путь к Чилийской революции 1851 года — неудачному восстанию против правительства Мануэля Монтта. После разгрома общества властями в ноябре 1850 года Бильбао был выслан из Чили и уже никогда туда не возвращался, отправившись в Лиму.
Последние годы жизни провёл в изгнании, участвовал в политической жизни Перу и Аргентины, занимался литературным трудом, издал несколько философских трактатов. В мае 1855 года он был вынужден покинуть и эту страну после преследований за критику духовенства. Он вернулся в Европу, жил во Франции и Бельгии.

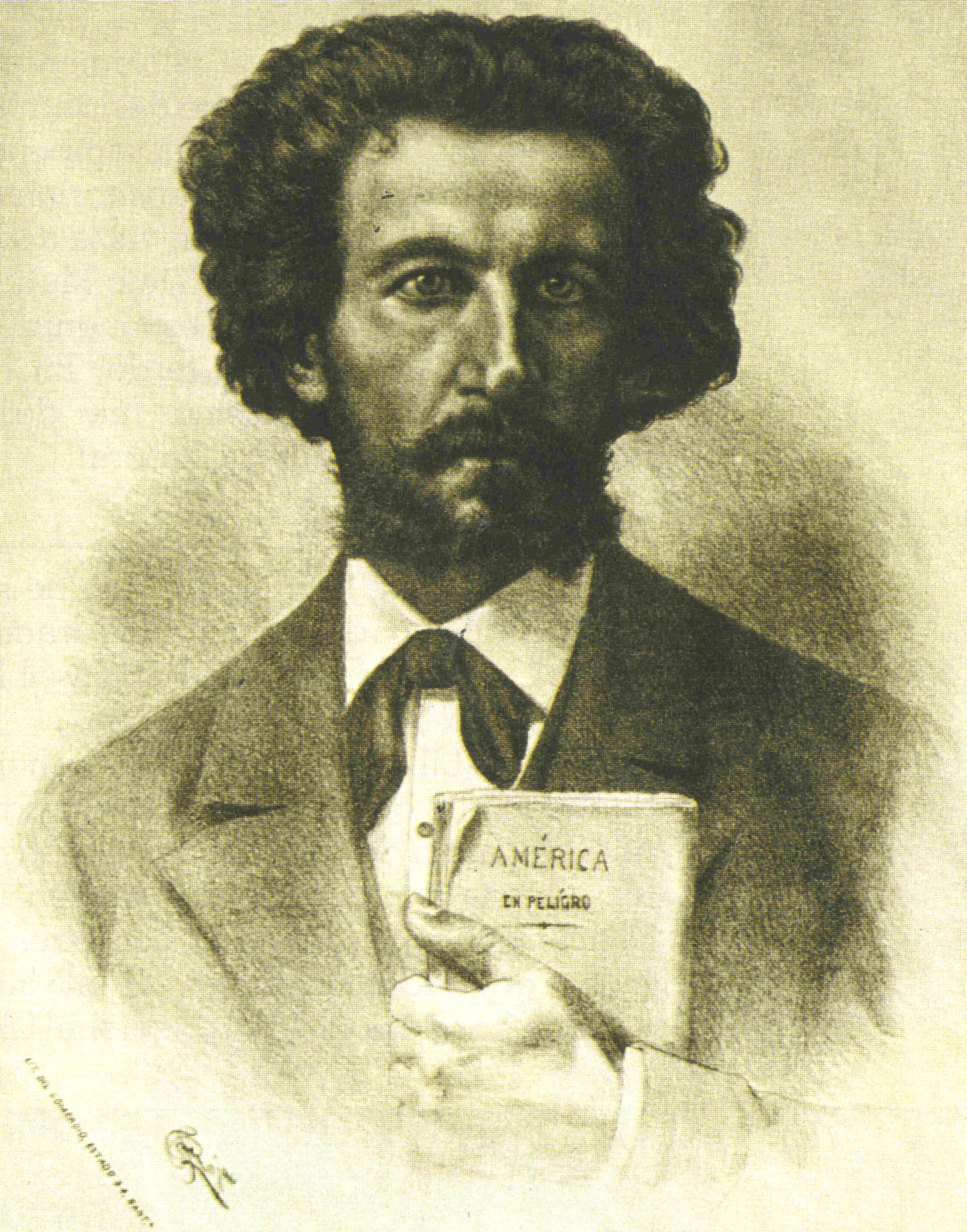
Бильбао со своей книгой

В 1857 году он вернулся в Америку, а именно в Аргентину. Он умер в Буэнос-Айресе в 1865 году, в возрасте 42 лет.

## Политическая мысль
Бильбао был автором утопических работ «Правительство свободы» и «Америка в опасности». Его деятельность, как и идеи, содействовали активному включению народных масс в политику. Он выступал за демократию, но основанную не на парламентском представительстве, а непосредственно на прямом и постоянном самопредставлении в католической общине. Бильбао также требовал автономии для населявших юг страны арауканцев или народов мапуче, которые так и не были завоеваны в колониальную эпоху, и осудил войну правительства Чили против них.
Бильбао в числе первых использовал по отношению к странам Центральной и Южной Америки концепцию Латинской Америки, сформулировав её «как прямое эхо французского антипанславизма» после американо-мексиканской войны (1846—1848 гг.), в которой Мексика потеряла большую часть своей северной территории, и вторжения США в Никарагуа.
Бильбао представлял Америку как имеющую два основных культурных контура — индивидуалистический, протестантский, федеративный англосаксонский Север и коллективистский, католический, централистский латинский Юг: «Янки — центробежная сила; южные американцы — центростремительная сила. Обе необходимы для того, чтобы существовал порядок». Идея Латинской Америки для него состояла в том, чтобы оспорить «индивидуализм янки», и не соотносилась с географическими границами региона, поскольку он исключал отсюда Бразилию (как монархию с рабовладельческой экономикой), Парагвай и Мексику (с её запутанными отношениями с Соединенными Штатами).

## Литература

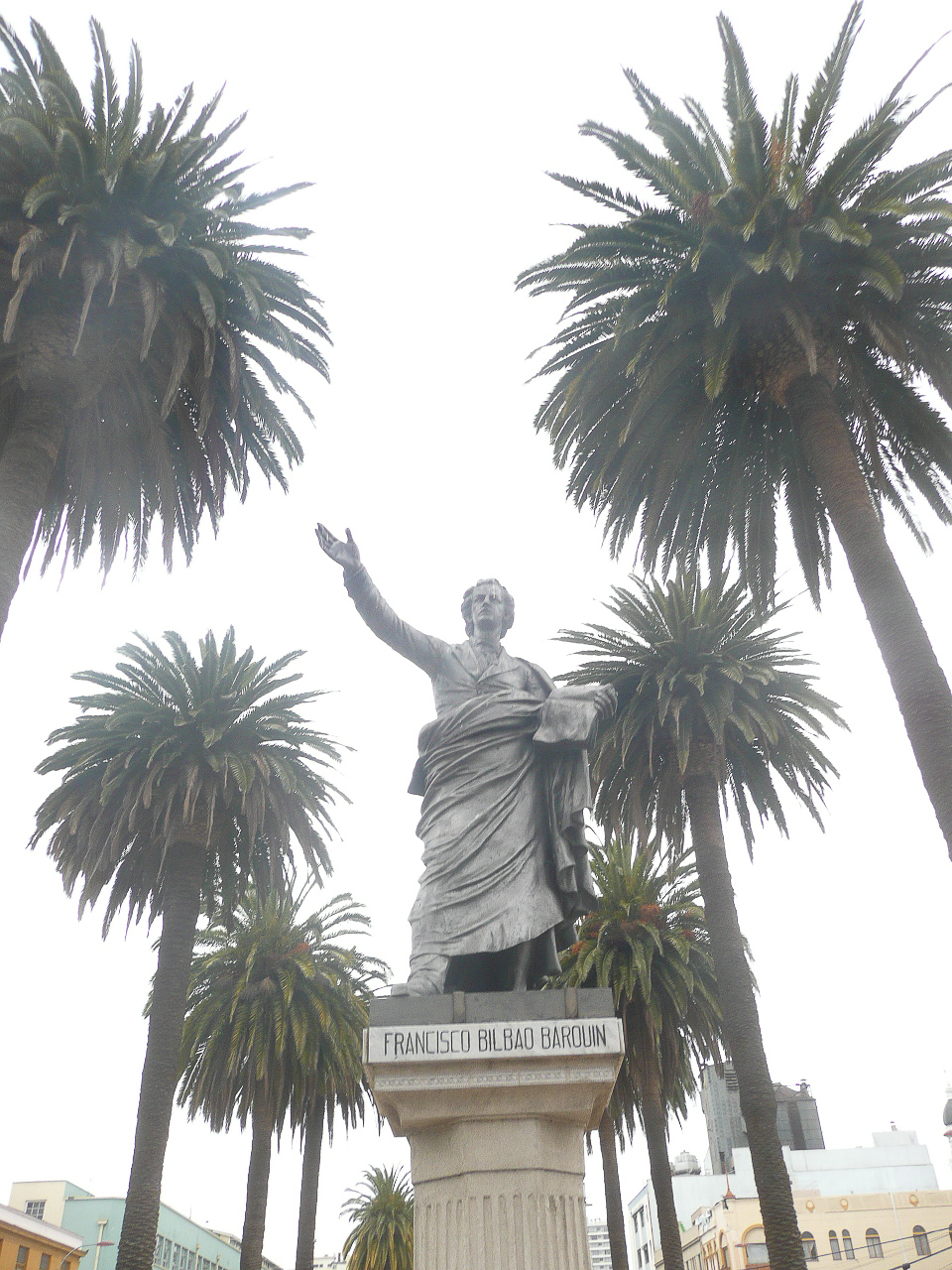
Статуя Бильбао в Вальпараисо